# 山口大麻呂
山口 大麻呂（やまぐち の おおまろ）は、飛鳥時代の官人。姓は忌寸（伊美伎）。冠位は進大弐。山口大口の孫とする系図がある。

## 経歴
一族の東漢氏は天武天皇11年（682年）に直から連に、天武天皇14年（685年）には八色の姓の制定により秦氏など11の連姓氏族と共に忌寸に改姓していることから、大麻呂も同じく改姓したと想定される。
文武天皇4年（700年）大麻呂は刑部親王以下19人と共に大宝律令の撰定者となり、その功績によって白猪骨・土師甥らと共に禄を与えられた。この時は位階は田辺首名と同じ進大弐（大初位下に相当）である。
大麻呂の名前が登場するのは、この箇所のみであり、その後のことも分かってはいない。

## 系譜
- 父：不詳
- 母：不詳
- 生母不明の子女
  - 男子：山口兄人[4]
  - 男子：山口人麻呂[4]